# قرنفل حاد الحراشف
قرنفل حاد الحراشف (الاسم العلمي:Dianthus oxylepis) هو نوع غير مؤكد من النباتات يتبع جنس القرنفل من الفصيلة القرنفلية.